# 도가시라역
도가시라역(일본어: 戸頭駅)은 일본 이바라키현 도리데시에 위치한 간토 철도 조소 선의 철도역이다. 상대식 승강장 2면 2선의 구조를 갖춘 지상역이다.

## 타는 곳
| 1 | ■ 조소 선 | 상행 | 도리데 방면                         |
| 2 | ■ 조소 선 | 하행 | 모리야 · 미쓰카이도 · 시모다테 방면 |

## 이용 현황
| 연도   | 1일 평균 승차 인원 | 1일 평균 승하차 인원 |
| ------ | ------------------ | -------------------- |
| 2009년 | 2,552              | 5,085                |
| 2010년 | 2,373              | 4,765                |
| 2011년 | 2,243              | 4,507                |
| 2012년 | 2,302              | 4,603                |
| 2013년 | 2,387              | 4,777                |

## 역 주변
- 간테쓰 도가시라 빌딩
- 도리데 시청 도가시라 창구 센터
- 도리데 시 도가시라 공민관 · 도리데 도서관 도가시라 도서실
- 모리야 시 고슈 공민관
  - 모리야 주오 도서관 고슈 공민관 도서실
- 사쿠라노모리 공원
- 미즈키노 야구장

## 인접 역
| 간토 철도 조소 선    | 간토 철도 조소 선 | 간토 철도 조소 선          |
| -------------------- | ----------------- | -------------------------- |
| 이나토이 도리데 방면 | ■ 조소 선         | 미나미모리야 시모다테 방면 |